# مستحضرات دوائية حيوية
المستحضرات الدوائية الحيوية، تعرف أيضا بالمنتجات الطبية الحيوية أو البيولوجية، هي أي منتج دوائي مصنع من، أو مستخلص من، أو شبه (نصف) مصنع من مصادر حيوية. يختلف عن المنتجات الدوائية المركبة كيميائيا، فهو يحتوي على لقاحات، دم، أو مكونات الدم، مواد مثيرة للحساسية، خلايا جسدية، أنسجة، بروتينات دوائية مهجنة، وخلايا حية تستخدم للعلاج بالخلايا. تعزل من المصادر الطبيعية- الانسان، الحيوان، أو الميكروبات.
المصطلحات المتعلقة بالمستحضرات الدوائية الحيوية تختلف بين المجموعات والمتنوعات، بمفردات مختلفة تعتمد على فروع مختلفة من العلاجات ضمن مصنف عام للمستحضرات الدوائية الحيوية. بعض الهيئات التنفيذية تستخدم مصطلح المنتجات الدوائية الحيوية أو المنتجات الحيوية العلاجية للإشارة بشكل محدد للمنتجات ذات الجزيئات الكبيرة مثل الادوية المعتمدة في صناعتها على البروتينات والاحماض النووية، لتمييزها عن المنتجات الأخرى مثل الدم، مكونات الدم، اللقاحات، التي تستخلص بشكل مباشر من المصادر الحيوية.
المنتجات المعتمدة على الجينات والخلايا الحيوية، مثلا، عادة تتصدر الابحاث الطبية الحيوية، ومن الممكن أن تستخدم لعلاج حالات طبية مختلفة لا بديل لها في علاجات أخرى.
في بعض الأحيان المنتجات الحيوية تنظم بشكل مختلف عن الادوية قليلة الجزيئات، والمعدات الطبية.

## التصنيفات الرئيسية

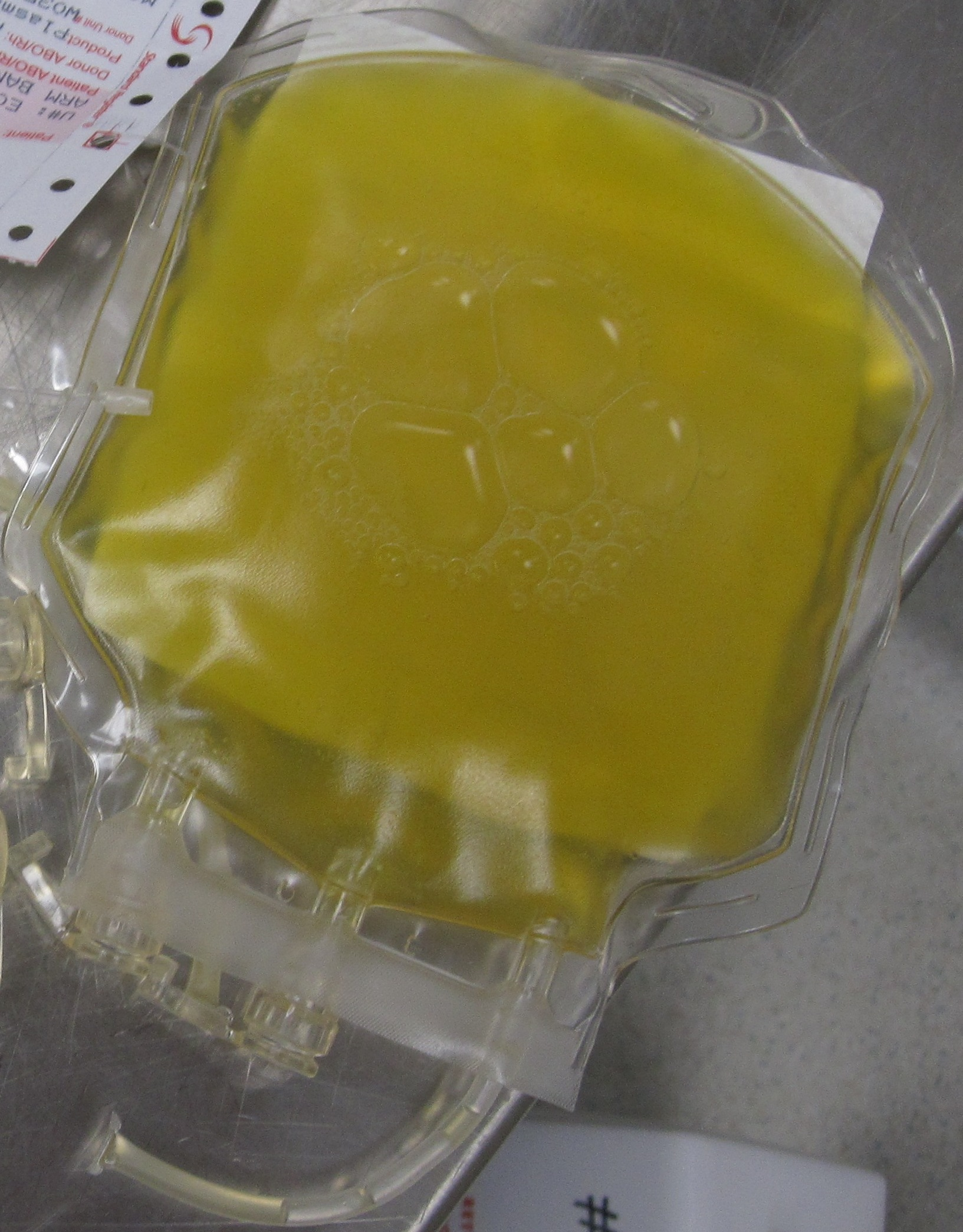
بلازما الدم، هي نوع من أنواع المستحضرات الدوائية الحيوية المستخلصة مباشرة من المصادر الحيوية.

### المستخلص من الأنظمة الحيوية
بعض المنتجات الحيوية القديمة مستخلصة من أجسام الحيوانات، ومن الانسان بشكل خاص. تتضمن أهم المنتجات الحيوية ما يلي:
- الدم كامل وبعض من مكوناته الأخرى.
- الأعضاء وزراعة الانسجة.
- العلاج بالخلايا الجذعية.
- أجسام مضادة لاكساب المناعة (مثال: لعلاج الإصابة بالفيروسات)

بعض المنتجات الحيوية التي كانت تستخلص من الحيوانات، مثل الانسولين، أصبحت تنتج الآن عن طريق الأحماض النووية المهجنة.

### المنتج بتهجين الأحماض النووية
كما تم الإشارة سابقا فان مصطلح «المنتجات الحيوية» يستخدم للتعبير على نطاق واسع للمنتجات الحيوية في علم الطب. ومع ذلك، في معظم الحالات يستخدم مصطلح «المنتجات الحيوية» بشكل محدد لعلم المداواة (اما بشكل معتمد أو قيد التطوير) للمنتجات التي تنتج بالعمليات الحيوية التي تتضمن تقنية تهجين الاحماض النووية. هذه الادوية عادة هي نوع من إحدى الانواع الثلاث التالية:
1 المواد التي تكون (تقريبا) متطابقة لبروتينات الجسم ذات الاشارات الخاصة. من الامثلة عليها الارثروبويتن البروتين المسؤول عن تحفيز إنتاج الدم، أو هرمون النمو المسؤول عن تحفيز النمو، أو الانسولين البشري المصنع حيويا وأشباهه (نظائره).
2 الاجسام المضادة احادية النسل، هذه الاجسام تشبه الاجسام المضادة التي يستخدمها الجسم لمهاجمة البكتيريا والفيروسات، لكنها «مصنعة حسب الحاجة» (باستخدام تقنية الخلايا المهجنة أو باستحدام طرق أخرى) وبالتالي تستطيع ايقاف عمل أو ابطال أي مادة معينة داخل الجسم، أو استهداف نوع خاص من الخلايا، بعض الامثلة على هذه الاجسام المضادة احادية النسل للاستخدام في الامراض الفيروسية مدرجة في الجدول في الموجود الاسفل.
3 المسقبلات المركبة (البروتينات المهجنة)، عادة تتكون عن طريق الارتباط بشكل طبيعي بين المستقبل وبروتينات الدم المناعية. في هذه الحالة المستقبل يمنح المركب خصوصية دقيقة، بينما تمنح بروتينات الدم المناعية التوازن والثبات وميزات أخرى مفيدة في علم العقاقير والادوية، بعض الامثلة مدرجة في الجدول الموجود في الاسفل.
المنتجات الحيوية كصنف في علم المداواة في هذا المجال الضيق له تأثير عميق على العديد من المجالات الطبية، بالاصل في علم الروماتيزم وعلم الاورام، لكن بالإضافة إلى دراسة القلب وامراضه، علم الامراض الجلدية، طب الجهاز الهضمي، علم الاعصاب، وغيرها. في معظم هذه الحالات، اضافت المنتجات الحيوية خيارات دوائية أساسية لعلاج العديد من الامراض، بالإضافة إلى علاجات لم تكن متوفرة بالاصل، وأخرى كانت موجودة لكن غير ملائمة بشكل تام. مع ذلك، فان الاقبال على المنتجات الحيوية اثار قضايا تنظيمية معقدة (انظر بالاسفل)، واثار مخاوف كبيرة تخص اقتصاد شركات الادوية، لان تكلفة العلاجات الحيوية مرتفع بشكل مثير مقارنة مع الادوية التقليدية (العقاقير). هذا العامل له علاقة خاصة باستخدام العلاج بالمنتجات الحيوية للامراض المزمنة، مثل التهاب المفاصل الروماتويدي أو مرض الامعاء الالتهابي، أو لعلاج سرطان غير قابل للعلاج خلال الفترة المتبقية من الحياة. كلفة العلاج بالاجسام المضادة احادية النسل لعلاج مثل هذه الحالات يبلغ للمريض 7000-14000€
المرضى الأكبر في السن ممن يتلقون العلاج بالمنتجات الحيوية للامراض مثل التهاب المفاصل الروماتويدي، التهاب المفصل في الصدفية، أو التهاب الفقار الروماتويدي معرضون لخطر متزايد للإصابة بامراض مهددة للحياة، حوادث الإصابة بامراض القلب، أو السرطانات الخبيثة.
أول مادة معتمدة للاستخدام العلاجي هي الانسولين «البشري» المصنع بواسطة التهجين بالحمض النووي. يشار اليه احيانا ب (ار اتش أي) تحت المسمى التجاري «هيوميلين»، طور من قبل «جينيتيك»، لكنه رخص لشركة «الي للي اند كومباني»، التي صنعته وسوقته ابتداء من عام 1982.
الانواع الرئيسية من المنتجات الحيوية تتضمن:
- عوامل الدم (عامل 8 عامل9)
- عوامل التخثر (العامل المولد للبلازمين النسيجي)
- هرمونات (الانسولين، الغلوكاغون، هرمون النمو، غونادوتروفين)
- عوامل نمو كريات الدم (الاريثروبويتن، عوامل تحفيز التجمعات)
- انترفيرونز (انترفيرونز الفا، بيتا، غاما)
- المنتجات المعتمدة على الانترلوكين (انترلوكين-2)
- اللقاحات (المستضد السطحي لالتهاب الكبد الوبائي)
- الاجسام الضادة احادية النسل (متعددة)
- منتجات اضافية (عامل نخر الورم، الانزيمات العلاجية)

البحث والتطوير لاستثمار ادوية جديدة من خلال الصناعات الصيدلانية الحيوية وقفت على 65.2 بليون دولار.
الجدول التالي يوضح بعضا من الامثلة على المنتجات الحيوية المصنعة عن طريق تقنية تهجين الاحماض النووية:
| الاسم المعتمد في الولايات التجدة / الاسم الدولي | الاسم التجاري | الدلالات | التقنية                                                                     | الية العمل                     |
| ----------------------------------------------- | ------------- | --- | --------------------------------------------------------------------------- | ------------------------------ |
| abatacept                                       | Orencia       | التهاب المفاصل الروماتيدي                                                                                                 | الاندماج البروتيني المناعي بروتين مرتبط بالخلايا اللمفاوية التائية السامة 4 | تعطيل عمل الخلايا نوعT         |
| أداليموماب                                      | Humira        | التهاب المفاصل الروماتيدي، التهاب الفقار الروماتويدي، التهاب المفصل في الصدفية، الصدفية، التهاب القولون التقرحي، مرض كرون | الاجسام المضادة احادية النسل                                                | المضاد TNF                     |
| alefacept                                       | Amevive       | الصداف اللويحي المزمن | الاندماج البروتيني المناعي G1                                               | غير مميز بشكل تام              |
| إريثروبويتين                                    | Epogen        | الانيميا التس تظهر بسبب العلاج الكيميائي للسرطان، مرض كلوي مزمن                                                           | تهجين البروتينات                                                            | تحفيز إنتاج خلايا الدم الحمراء |
| إيتانرسبت                                       | Enbrel        | التهاب المفاصل الروماتيدي، التهاب الفقار الروماتويدي، التهاب المفصل في الصدفية، الصدفية                                   | الندماج البروتيني مع المستقبل البشري المهجن TNF                             | المضاد TNF                     |
| إنفليكسيماب                                     | Remicade      | التهاب المفاصل الروماتيدي، التهاب الفقار الروماتويدي، التهاب المفصل في الصدفية، الصدفية، التهاب القولون التقرحي، مرض كرون | الاجسام المضادة احادية النسل                                                | المضاد TNF                     |
| trastuzumab                                     | Herceptin     | سرطان الثدي | الاجسام المضادة احادية النسل الانسانية                                      | المضاد HER2/neu (erbB2)        |
| ustekinumab                                     | Stelara       | الصدفية | الاجسام المضادة احادية النسل الانسانية                                      | المضاد IL-12 and IL-23         |
| denileukin diftitox                             | Ontak         | لمفومة الخلايا التائية الجلدية                                                                                            | بروتين ذيفان الخناق المهندس لربط الانترلوكين مع ذيفان الخناق                | المسقبل انترلوكين 2            |
| golimumab                                       | Simponi       | التهاب المفاصل الروماتيدي، التهاب الفقار الروماتويدي، التهاب المفصل في الصدفية، مرض كرون                                  | الاجسام المضادة احادية النسل                                                | المضاد TNF                     |

### اللقاحات
المقال الرئيسي: اللقاحات
العديد من اللقاحات تنمو في المزارع النسيجية.

### العلاج بالجينات
العلاج الجيني الفيروسي يتضمن تصنيع فايروس معالج يحتوي على القطعة المرغوبة من المادة الوراثية.

## البدائل الحيوية
مع انتهاء الكثير من براءات الاختراع لاعداد ضخمة من المنتجات الحيوية بين عامي 2012-2019 زاد الاقبال على البدائل الحيوية. بالمقارنة مع الجزيئات الصغيرة المكونة من مواد فعالة متطابقة كيميائيا، المنتجات الحيوية أكثر تعقيد من العديد من التصنيفات النوعية. بسبب اختلافها عن بعضها ودقة تصنيعها العالية، بحيث أنه لا يستطيع المنشئ أو الشركات المتبعة (الصانعة للبدائل) إنتاج منتجات ذات جودة موثوقة وثابتة مع الزمن.
يتم التحكم باختلافات الإنتاج عن طريق استخدام ادوات تحليل حديثة (مثل تقنية الاستشراب السائل، معايرات مناعية، قياس الطيف الكتلي)، بالإضافة إلى وصف نموذجي خاص وواسع لكل منتج حيوي.
إذا، البدائل الحيوية تحتاج اطار تنظيمي مختلف مقارنة بتصنيع الجزيئات الصغيرة بشكل عام. شرع قانون في القرن21 تناول هذا الموضوع عن طريق وضع أسس وسطية لاجراء الاختبارات على المنتجات الحيوية. طريقة الحفظ والإيداع يتطلب اختبارات أكثر من الجزيئات الصغيرة، لكن اختبارات اقل من إنتاج علاج جديد بالكامل.
في عام 2003، قدمت وكالة الادوية الأوروبية طريقة ملائمة لاعتماد البدائل الحيوية، سميت «المنتجات الدوائية الحيوية المتماثلة». هذه الطرقة تعتمد على اثبات «مقارنة» أو «تشابه» المنتج مع منتج آخر معتمد. داخل الولايات المتحدة، قام «حماية المريض وقانون الاسعار المعقولة» في عام 2010 باستحداث طريقة مختصرة معتمدة للمنتجات الحيوية بحيث يكون المنتج مطابق حيويا، أو يمكن أن يستخدم كبديل، لمنتج حيوي مرجعي مرخص من إدارة الغذاء والدواء.
الامل والهدف الرئيسي المرتبط بإنتاج بدائل حيوية هو تقليل التكلفة على المريض ونظام الرعاية الصحية.

## التسويق
عندما يطور منتج حيوي جديد، تقوم الشركة بتقديمه مباشرة لبراءة الاختراع، التي تعتبر قانون ملكية حصري للشركة. هذه هي الطريقة الأساسية لتستطيع الشركة المطورة استعادة تكلفة استثمار وتطوير المنتج الحيوي الجديد. قوانين براءات الاختراع في الولايات المتحدة تختلف في متطلبات براءات الاختراع، المتطلبات الأوروبية تعتبر أكثر تعقيد في تنفيذ الشروط. العدد الإجمالي لبراءات الاختراع المسجلة للمنتجات الحيوية ارتفع بشكل ملحوظ منذ عام 1970. في عام 1978 عددها كان 40 براءة اختراع. هذا العدد ارتفع إلى 15600 براءة اختراع في عام 1995، ومع مرور عام 2001 كان هناك 34527 براءة اختراع مطبقة.

## الإنتاج على نطاق واسع
يمكن أن تنتج المنتجات الحيوية من الخلايا الميكروبية (مثل الاشريكية القولونية (أي كولي) المهجنة، ومزارع الخميرة)، صفوف خلايا الثدييات (انظر المزرعة الخلوية)، ومزارع الخلايا النباتية (انظر مزرعة الانسجة النباتية) والطحالب النباتية في المفاعلات الحيوية بأنظمة متعددة، تتضمن المفاعلات الحيوية الضوئية. من القضايا المهمة المتعلقة بهذا الموضوع هو تكلفة الإنتاج، (المطلوب هو حجم قليل، منتجات ذات نقاء عالي)، بالإضافة للتلوث الجرثومي (الميكروبي) (عن طريق البكتيريا، الفيروسات، المفطورات). من التطبيقات البديلة للإنتاج والتي يجري الاختبارات عليها حاليا تتضمن نباتات بالكامل (نباتات مصنعة للإنتاجات الحيوية).

### المعدلة وراثيا
المقال الرئيسي: علم الوراثة
من الطرق المثيرة للجدل في تصنيع المنتجات الحيوية تطوير كائنات معدلة وراثيا، بشكل خاص النباتات والحيوانات التي يتم تعديلها جينيا لإنتاج الادوية. هذا الإنتاج يمثل مجازفة كبيرة بالنسبة للمستثمر، بسبب احتمال فشل الإنتاج أو عدم السماح من قبل الهيئات التنظيمية بسبب المخاطر المحتملة والقضايا الاخلاقية. واحدة من الطرق المحتملة لتطبيق هذه التقنية إنتاج حيوان ثدي معدل وراثيا قادر على إنتاج منتج حيوي علاجي في الحليب، الدم، أو البول. في حال إنتاج مثل هذه الحيوانات باستحدام تقنية الحقن الميكروبي في طليعة النواة، يصبح فعال لاستخدام تقنية الاستنساخ الحيوي لإنتاج أجيال جديدة تحمل الجين المعدل المرغوب به. أول دواء مصنع من حليب ماعز معدلة جينيا هو «اتريين» لكن منع تسويقه من قبل وكالة الادوية الأوروبية في شهر شباط من عام 2002. لكن هذا القرار تم تغييره في شهر حزيران من عام 2002 وتم قبوله في شهر اب من نفس العام.

## الانظمة

### الاتحاد الأوروبي
في الاتحاد الأوروبي، المنتج الدوائي الحيوي  هو واحد من المواد الفعالة التي يتم تصنيعها أو استخلاصها من نظام حيوي، وتتطلب، بالإضافة للاختبارات الفيزيائية-الكيميائية، اختبارات حيوية لاعطاء وصف كامل. وصف المنتجات الدوائية الحيوية عبارة عن مجموعة من الاختبارات للمادة الفعالة والمنتج الدوائي النهائي كلها مع عملية الإنتاج والتحكم بها. ومن الامثلة عليها:
- عملية الإنتاج- من الممكن ان تكون مستوحى من تقنية حيوية أو من تقنيات أخرى. ومن الممكن ان تحضر بتقنيات تقليدية كما في حالات الدم أو منتجات مشتقات البلازمة وعدد من اللقاحات.
- المادة الفعالة- مكونة من ميكروبات (احياء دقيقة) كاملة، خلايا الثدييات، أحماض نووية، بروتينات، أو المكونات السكرية المنتجة من ميكروب، حيوان، انسان، أو مصدر نباتي.
- طريقة العمل- العلاج والمنتجات الدوائية المناعية، معدات نقل الجينات، أو معدات العلاج بالجينات.

### الولايات المتحدة
في الولايات المتحدة، تنظم المنتجات الحيوية من قبل «مركز الابحاث والتقييم الحيوي لإدارة الغذاء والدواء» بينما تنظم الادوية من قبل «مركز الابحاث والتقييم الدوائي». من الممكن ان تتطلب الموافقة عدة سنوات من التجارب السريرية، التي تتضمن تجارب مع متطوعين من البشر. حتى بعد اطلاق الدواء، يبقى تحت المراقبة بهدف مراقبة فعاليته ومخاطر السلامة المحتملة. طريقة التصنيع يجب أن توافق شروط إدارة الغذاء والدواء «ممارسات التصنيع الجيدة»، التي تصنع في مختبر ذو بيئة نظيفة وكميات محددة ودقيقة من الجسيمات المحمولة بالجو.

### الوطن العربي
بسبب ارتفاع إنتاجية الأدوية الحيوية، ومع ارتفاع تكاليف البحوث في الصيدلة البيولوجية، والجدالات الخلاقية التي تتعلق بالجزء الخاص بالحيوان منها، فإن هذه الصناعة ليست منتشرة بشكل كبير  ولكن مؤخرا تم تصنيع علاج السكري «الأنسولين» في أحد المصانع في منطقة الشرق الأوسط.